# Disciples
Disciples (с англ. — «Последователи») — серия компьютерных игр в жанре пошаговой стратегии с элементами RPG. Действие игр серии происходит в вымышленном мире Невендааре.

## Игры серии
- Disciples: Sacred Lands (локализована как «Меч и корона» компанией Snowball Studios и под оригинальным названием компанией «Акелла») — первая игра в серии (1999 год)
- Disciples II: Dark Prophecy (локализована как «Disciples II. Канун Рагнарека» компанией «Руссобит-М» и как «Disciples II: Тёмное пророчество» компанией «Акелла») — вторая игра в серии (2002 год)
  - Disciples II: Gallean’s Return (локализована как «Disciples II: Возвращение Галлеана» компанией «Акелла») — объединение двух дополнений к Disciples II:
    - Disciples II: Servants of the Dark (локализована как «Disciples II: Гвардия Тьмы» компанией «Руссобит-М» и как «Disciples II: Служители тьмы» компанией «Акелла») — дополнение к Disciples II, добавляющее две кампании из трёх миссий за фракции демонов и нежити.
    - Disciples II: Guardians of the Light (локализована как «Disciples II: Гвардия Света» компанией «Руссобит-М» и как «Disciples II: Хранители света» компанией «Акелла») — дополнение к Disciples II, добавляющее две кампании из трёх миссий за фракции людей и гномов

  - Disciples II: Rise of the Elves (локализована как «Disciples II: Восстание эльфов» компанией «Руссобит-М») — последнее дополнение к Disciples II, добавляющее новую игровую расу — эльфов, новый источник маны и новую кампанию.
- Disciples III: Renaissance (Disciples 3: Ренессанс) — выпущена 11 декабря 2009 года с интернет-активацией.
  - Disciples III: Resurrection (Disciples 3: Орды нежити) — дополнение, выпущенное 3 декабря 2010 года с интернет-активацией.
  - Disciples III: Reincarnation (Disciples: Перерождение) — 14 февраля 2012 года вышло улучшенное дополнение, которое было полностью переработано, включающее в себя расширенные кампании из Renaissance и Resurrection.
  - Disciples III: Горные кланы — проект отменён в связи с закрытием компании-разработчика hex studio.
- Disciples: Liberation — выпущена 21 октября 2021 года

## Игровой процесс
С первой по третью часть серии игровой процесс делится на два вида: управление доступными игроку отрядами и городами на стратегической карте и тактические пошаговые бои. Все игроки совершают действия поочередно, как на стратегической карте, так и во время боев. Если один игрок нападает на другого, то в бою управление будет переходить тому игроку чьё существо должно совершить действие, но после окончания боя, независимо от его исхода, управление вернется тому игроку чей ход на стратегической карте ещё не завершился.
Игрок может выбрать для прохождения сагу одной из фракций, которая раскрывает основные сюжетные события или одиночный сценарий, что в большинстве случаев делает упор на сражении против другого игрока или компьютера.
Игрок терпит поражение, если будет разрушена его столица, основной город фракции на стратегической карте. В столице игрок может нанимать, лечить и воскрешать своих героев и существ, строить здания для улучшения существ, изучать и применять заклинания. Некоторые действия могут быть недоступны изначально. Например, чтоб начать изучать заклинания игроку сперва необходимо построить Башню магии. Для того, чтоб лечить и воскрешать существ игроку необходимо построить Храм, а для найма воров — Гильдию. Также для найма особого существа фракции необходимо будет построить соответствующее здание.
В обычных городах игроку доступны лишь найм героев и существ, а также их лечение и воскрешение. Город может быть улучшен игроком до пятого уровня, каждый уровень города повышает броню его защитников, увеличивает количество мест в гарнизоне города, а также регенерацию их здоровья в конце хода.
В Disciples Liberation отсутствует выбор фракций, как и возможность играть в одиночные сценарии против или вместе с другими игроками. После первого прохождения сюжета игроку откроется доступ к режиму «Новая игра+», который повторяет основные события сюжета, но открывает доступ к настоящей концовке игры. Мультиплеер сводится к одному бою двух заранее подготовленных отрядов игроков.

## Мир Disciples
Действие всех игр серии происходит в фэнтезийном мире под названием Невендаар. Это средневековый мрачный мир, населенный различными разумными фэнтезийными расами. В Невендааре непосредственно действует несколько богов, чьи взаимоотношения и являются причиной событий игры.
Согласно мифологии серии Disciples в начале была пустота и всемогущее божество — Всевышний (англ. Highfather). Он создал время и материю, назвав это жизнью. Затем Всевышний создал ангелов. Спустя вечность он приказал первому из своих ангелов — Бетрезену (англ. — Bethrezen) сотворить мир и назвать его священным словом на языке ангелов — Невендаар. По приказу отца Бетрезен сотворил мир, но, чтобы наполнить его он призвал других своих братьев и сестер. Первыми явились на зов влюбленные — Галлеан (англ. Gallean) и Солониэль (англ. Soloniel). Галлеан погрузил свои руки в землю, и огромные деревья начали тянуться к небу. Галеан сказал своей возлюбленной, что, как эти деревья затмевают солнце под своей кроной, так и его любовь к ней затмила для него все на свете. Солониэль стала плакать, ее слезы падали на Невендаар дождем, который продлился, годы и вскоре океаны окрасили поверхность мира. Затем новоявленные боги захотели наполнить мир жизнью. Тогда в отражении чистейших вод Источника Первой Воды вглядывались боги и видели они все живое, прежде чем по их воле оно обретало плоть. С тех самых пор Солониэль и стали именовать богиней жизни, ибо вода, наделенная божественной силой её — дала жизнь всему. Так Изериль создал драконов — первых обитателей Невендаара, затем Влюбленные засеяли мир своими народами. Деревья раскрылись, и из них вышли эльфы, хранители лесов. Мерфолки родились в морских глубинах, и в честь их Богини был построен тщательно продуманный подводный рай. Могущественный Вотан (англ. Wotan) ударил мир своим молотом, заставив саму землю превратиться в огромные горные хребты. Он вывел своих гордых гномов на поверхность Невендаара, но, к его удивлению, они начали углубляться обратно в землю. Бетрезен, жаждущий собственных детей, привел в Невендаар людей, а также животных, чтобы они служили им. Представители всех рас начали объединяться и строить города. Все кроме эльфов. Те предпочитали распространяться по лесам. Вскоре они стали независимыми обществами с разными идеалами и амбициями. Это было не тем, что задумывал Галлеан, поэтому он искал способ, позволяющий им общаться между собой, в каких уголка леса они бы не жили. С помощью Бетрезена, создавшего зверей Невендаара, он создал гораздо более проворных существ — кентавров. У них был один и тот же отец с эльфами, так же, как у эльфов и мерфолков была одна и та же мать. Кентавры быстро доставляли сообщения между эльфийскими рощами и защищали их священные леса.
Когда Невендаар был завершен Бетрезен отправился к Всевышнему доложить, что его замысел воплощен и в свое отсутствие поручил приглядывать за миром своим братьям ангелам. Но те завидовали Бетрезену из-за особого дара творения, которым наделил его Всевышний и задумали испортить его творение. Пока Бетрезен отсутствовал они посеяли зерна раздора между разумными существами. Прибыв в Невендаар, Всевышний увидел вместо обещанного рая войны и разврат. Решив, что это насмешка Бетрезена он низверг его в самое ядро созданного им же мира в темницу, чьи стены прочнее всего во вселенной.
Шесть тысяч лет заточения в адской темнице превратили Бетрезена в падшего ангела жаждущего мести. Неспособный лично отомстить за клевету и страдания он создал расу демонов. Демоны должны были в первую очередь уничтожить людей, но те оказались слишком сильны для ещё немногочисленной расы демонов. Тогда они пошли на эльфов, подожгли их священные леса, вынуждая бежать в сторону горных хребтов гномов. Последние приняли беженцев за армию вторжения и встретили их с оружием. Галлеан, возмущенный такими действиями гномов, отправился со своей возлюбленной к Вотану и стал требовать, чтоб тот наказал своих «полулюдей». Оскорбленный Вотан вступил в сражение с Галлеаном, вырвал его сердце и забросил на солнце, чтоб тот не мог возродиться. Солониэль бросилась за сердцем, она обгорела до костей, но спасла сердце мужа. Но, даже вернув сердце мужу, она не смогла его воскресить. Галлеан корчился от боли и не просыпался. Это постепенно свело Солониэль с ума, и она решила отомстить Вотану. Потеряв свою божественную красоту, она более не была богиней жизни, а стала богиней смерти, приняв новое имя — Мортис. Чтоб создать себе орудие мести она обрушила чуму на южное теократическое государство людей Алкмаар где уже давно процветал культ поклонения смерти и уничтожила его до последнего человека. Спустя сотни дней все убитые восстали в качестве нежити, став её армией отмщения.

## Игровые фракции
В игровой серии существует 5 фракций доступных игроку:
- Империя
- Легионы Проклятых
- Горные Кланы
- Орды Нежити
- Эльфийский Альянс

Эльфийский Альянс, как игровая фракция, доступна игроку начиная со второй игры серии, а именно с последнего вышедшего аддона —  Disciples II: Rise of the Elves.
В третьей игре серии остаются только три игровые фракции — Империя, Легионы Проклятых и Эльфийский Альянс, позже возвращается четвёртая, Орды Нежити.
В Disciples Liberation игроку фракции не доступны вовсе, но он может зарабатывать у них репутацию и тем самым открывать доступ к постройкам и найму существ их фракции.
Система войск в первой игре серии стала основой для последующих. Юниты по способу ведения боя делятся на 5 категорий:
- «Юниты ближнего боя» могут поражать одного противника, стоящего рядом;
- «Лучники» — одного противника, стоящего где угодно;
- «Маги»  — поражают всех противников одновременно;
- «Призыватели»;
- Юниты, накладывающие какой-либо положительный эффект на одного или всех дружественных воинов.

В Disciples 2 обычные юниты занимают одну клетку и требуют одной единицы показателя «Лидерство», большие юниты — две. Максимальный показатель лидерства — 5 для серии Disciples 2 либо 7 для Disciples 3, то есть всего в отряде может быть до шести или восьми юнитов соответственно.

### Империя
Империя (англ. The Empire) — государство человеческой расы, охраняемое силами людей и ангелами Верховного Отца, в том числе Мизраэлем, охраняющим столицу. Раса титанов находится в союзе с Империей и в войнах выступает на её стороне. Правитель Империи во время событий первых двух игр серии — император Демосфен, потерявший в Первой Великой войне жену и единственного наследника — Утера. Во время событий дополнения «Гвардия света» трон Империи пустует, к началу событий «Восстания Эльфов» его занимают барон Эмри Абриссельский и герцогиня леди Амбриэль Верциллинская. Магия людей основана на мане жизни и направлена на восстановление и улучшение способностей; единственная стихия боевой магии — воздух.

### Орды нежити
Орды Нежити (англ. Undead Hordes) — нежить, созданная Мортис из жителей королевства Алкмаар (позже к Ордам присоединялись другие трупы, а также некоторые люди и драконы). Королем и верховным жрецом алкмаарцев был Ашган, которого Мортис превратила в чудовище и сделала стражем столицы Орд. У нежити нет никакого государственного строя, все они подчинены воле своей богини. Магия нежити основана на мане смерти, и направлена на ухудшение способностей противника и поражение магией смерти.

### Горные Кланы
Горные Кланы (англ. Mountain Clans) — народ гномов состоит из 12 королевств, объединённых под властью верховного короля. Каждое королевство управляется одним из кланов хранителей рун мудрости Вотана. Верховным королём во время событий первой игры серии был Стурмир Громобой (англ. Sturmir Thunderhammer), но он был убит воинами Мортис. К событиям Disciples II королём стал Морок Небохранитель (англ. Morok Cloudkeeper). Великаны воспринимают гномов как родичей и сражаются на их стороне. Столица гномов охраняется Витаром — полубожеством из свиты Вотана. Во время Первой Великой войны (Disciples: Sacred Lands) Кланы и Империя были союзниками, но этот союз был нарушен. Магия гномов основана на мане рун, направлена на восстановление и улучшение способностей; в боевой магии используются все четыре стихии.

### Легионы проклятых
Легионы Проклятых (англ. Legions of the Damned) — чудовища, созданные падшим ангелом Бетрезеном, и люди-демонопоклонники, цель которых — освобождение Бетрезена из шеститысячелетнего заточения в ядре Невендаара. Бетрезен назначил Ашкаэля командиром Легионов. В отличие от остальных игровых рас демоны не имеют централизованного государства. Магия демонов основана на мане ада, направлена на разрушение и ухудшение способностей противника; основная стихия боевой магии — огонь.

### Эльфийский Альянс
Эльфийский Альянс (англ. Elven Alliance) — общее название союза благородных и диких эльфов, что разделились на таковых после того, как Мортис вызвала неконтролируемую ярость их бога Галлеана. Альянсом правит королева Иллюмиэль. Благородные эльфы стремятся вести цивилизованый образ жизни, развививать дипломатическую и культурную сферы общества и выступают за тесные контакты с Империей, в чём получают поддержку королевы. Дикие эльфы всячески пропагандируют «возвращение к истокам», аргументируя это тем, что якобы эльфы по природе — дикие звери, и цивилизация им чужда изначально. Так же у эльфов есть союзники — кентавры, которые являются членами общества, но номинально имеют немного меньше прав, чем чистокровные эльфы. Вторыми союзниками лесного народа являются могучие грифоны. Все эльфы поклоняются Галлеану, богу, который некогда был мужем богини жизни и моря Солониэль, и косвенно послужил причиной её падения и преображения в богиню смерти Мортис. Эльфийская магия основана на магии рощи и ориентирована на ослабление противника и нанесение ему урона. Используют все четыре стихии (огонь, вода, земля и воздух), отдавая незначительно предпочтение стихии воздуха.

## Литературные произведения
По играм «Disciples» в 2010—2011 годах были выпущены 13 романов и сборник рассказов. Выпуск происходил совместно российскими издательствами «АСТ» и «Астрель».
Романы:
- Баумгертнер, Ольга Гартвиновна. Коготь дракона. — Москва: АСТ, 2010. — 320 с. — (Disciples). — 20 000 + 4000 экз. — ISBN 978-5-17-064308-0.
- Стадникова, Екатерина Николаевна. Драгоценная кровь. — Москва: АСТ, 2010. — 320 с. — (Disciples). — 20 000 экз. — ISBN 978-5-17-065389-8.
- Набокова, Юлия Валерьевна. Заклятье зверя. — Москва: АСТ, 2010. — 320 с. — (Disciples). — 15 000 экз. — ISBN 978-5-17-065650-9.
- Иванова, Вероника Евгеньевна. Охота на ведьм. — Москва: АСТ, 2010. — 320 с. — (Disciples). — 12 000 экз. — ISBN 978-5-271-27604-0.
- Выставной, Владислав Валерьевич. Нет правил для богов. — Москва: АСТ, 2010. — 416 с. — (Disciples). — 12 000 экз. — ISBN 978-5-17-065028-6.
- Чернов, Алексей. Темный рыцарь Алкмаара. — Москва: АСТ, 2010. — 416 с. — (Disciples). — 10 000 экз. — ISBN 978-5-9725-1790-9.
- Ефиминюк, Марина Владимировна. Дорога к ангелу. — Москва: АСТ, 2010. — 320 с. — (Disciples). — 10 000 экз. — ISBN 978-5-17-068282-9.
- Метелёва, Наталья Владимировна. Эльфийский посох. — Москва: АСТ, 2010. — 320 с. — (Disciples). — 7000 экз. — ISBN 978-5-17-069210-1.
- Косенков, Виктор Викторович. Я — паладин!. — Москва: АСТ, 2011. — 416 с. — (Disciples). — 5500 экз. — ISBN 978-5-17-065453-6.
- Галанина, Юлия Евгеньевна. Побег из преисподней. — Москва: АСТ, 2011. — 352 с. — (Disciples). — 4000 экз. — ISBN 978-5-17-065454-3.
- Гореликова, Алла Анатольевна. Четыре жезла Паолы. — Москва: АСТ, 2011. — 384 с. — (Disciples). — 3000 экз. — ISBN 978-5-17-066740-6.
- Гришанин, Дмитрий Анатольевич. Тайна Серебряного храма. — Москва: АСТ, 2010. — 352 с. — (Disciples). — 8000 экз. — ISBN 978-5-17-065027-9.

Сборник рассказов:
- Гремящий перевал. — Москва: АСТ, 2010. — 352 с. — (Disciples). — 7000 экз. — ISBN 978-5-17-069669-7.